# Округ Охајо (Западна Вирџинија)
Охајо (енгл. Ohio County) је округ у америчкој савезној држави Западна Вирџинија.

## Демографија
По попису из 2010. године број становника је 44.443, што је 2.984 (-6,3%) становника мање него 2000. године.
| Група             | 2000.          | 2010.          |
| Белци             | 44.633 (94,1%) | 41.163 (92,6%) |
| Афроамериканци    | 1.691 (3,6%)   | 1.636 (3,7%)   |
| Азијати           | 369 (0,8%)     | 370 (0,8%)     |
| Хиспаноамериканци | 238 (0,5%)     | 362 (0,8%)     |
| Укупно            | 47.427         | 44.443         |